# Commissie voor Internationaal Recht
De Commissie voor Internationaal Recht (gewoonlijk afgekort tot ILC, hetgeen staat voor de International Law Commission) is een commissie die in 1948 in het leven is geroepen door de Verenigde Naties. Deze commissie biedt steun aan de Algemene Vergadering van de Verenigde Naties. De Commissie voor Internationaal Recht zetelt in Genève
Artikel 13 van het Handvest van de Verenigde Naties stelt dat de Algemene Vergadering aanbevelingen zal doen over de ontwikkeling van het internationale recht en de codificatie daarvan. De Algemene Vergadering heeft echter geen bevoegdheid om regels van internationaal recht zelf vast te stellen. Wel mag de Algemene Vergadering verdragsontwerpen voorbereiden op gebieden die nog niet of niet voldoende door het internationale recht zijn geregeld.
Om deze taak te kunnen uitvoeren heeft de Algemene Vergadering in 1947 de Commissie voor Internationaal Recht in het leven geroepen. Bij de oprichting bestond deze commissie uit 21 leden, sinds 1982 zijn het er 34. De werkzaamheden van de commissie leidde tot een aantal verdragsteksten, met name (maar niet uitsluitend) op het gebied van het diplomatieke en consulaire recht en van het verdragsrecht. Voorbeelden zijn:
- Het Verdrag inzake het verdragenrecht;
- Het Verdrag van Wenen inzake diplomatiek verkeer;
- Het oprichtingsverdrag van het Internationaal Strafhof.

De lidstaten van de Verenigde Naties zijn niet verplicht om verdragsteksten altijd door de Commissie voor Internationaal Recht te laten opstellen. Het is slechts een ondersteunende commissie. Het komt steeds vaker voor dat de staten buiten de commissie om handelen. Hieraan liggen verschillende redenen ten grondslag, zoals:
- Het verschuiven van interessegebieden van het klassieke volkenrecht naar onderwerpen waar de commissie zich niet mee bezighoudt, zoals internationale economische betrekkingen;
- De uitbreiding van de internationale gemeenschap met staten die andere belangen en opvattingen hebben, en die bij de ontwikkeling van het klassieke volkenrecht niet betrokken waren;
- De snelheid waarmee regelingen vaak tot stand moeten komen, waaraan de Commissie voor Internationaal Recht soms niet kan voldoen.